# Sway
"Sway" er en sang fra det engelske rock ‘n’ roll band The Rolling Stones, der er udgivet på albummet Sticky Fingers fra 1971.
Officielt skrevet af Mick Jagger og Keith Richards er "Sway" den første sang, der blev indspillet af bandet på Stargroves. Det er en langsom bluessang, som mange tror, er en hyldest til venner og kammerat fra rock ’n’ roll livsstilen. Selvom sangen er krediteret Jagger/Richards, har Mick Taylor dog altid hævdet, at han skrev sangen sammen med Mick Jagger, ligesom Moonlight Mile fra samme album.
| Citat | Ain't flinging tears out on the dusty ground for all my friends out on the burial ground. Can't stand the feeling getting so brought down. It's just that demon life has got me in its sway. | Citat |
|       | |       |

Sangen blev sunget, til stor overraskelse, på den engelske A Bigger Bang Tour i august 2006. 
Guns N' Roses har også optrådt med sangen på ved en håndfuld lejligheder gennem 2006, da Izzy Stradlin gæstede Axl Rose. Izzy var forsangeren under denne optræden.  
"Sway" er ofte spillet af Mick Taylor ved Taylors koncerter.